# Chicago Bulls 1970-1971
La stagione 1970-71 dei Chicago Bulls fu la 5ª nella NBA per la franchigia.
I Chicago Bulls arrivarono secondi nella Midwest Division della Western Conference con un record di 51-31. Nei play-off persero la semifinale di conference con i Los Angeles Lakers (4-3).

## Roster
| N° | Naz.                   | Ruolo | Sportivo       | Anno | Alt. | Peso |
| -- | ---------------------- | ----- | -------------- | ---- | ---- | ---- |
| 4  | Stati Uniti (bandiera) | GA    | Jerry Sloan    | 1942 | 196  | 88   |
| 6  | Stati Uniti (bandiera) | A     | A.W. Holt      | 1946 | 201  | 95   |
| 8  | Stati Uniti (bandiera) | G     | Bob Weiss      | 1942 | 188  | 82   |
| 10 | Stati Uniti (bandiera) | A     | Bob Love       | 1942 | 203  | 98   |
| 14 | Stati Uniti (bandiera) | A     | Johnny Baum    | 1946 | 196  | 91   |
| 18 | Stati Uniti (bandiera) | C     | Tom Boerwinkle | 1945 | 213  | 120  |
| 21 | Stati Uniti (bandiera) | G     | Jim King       | 1941 | 188  | 79   |
| 22 | Stati Uniti (bandiera) | G     | Jimmy Collins  | 1946 | 188  | 79   |
| 24 | Stati Uniti (bandiera) | GA    | Matt Guokas    | 1944 | 196  | 79   |
| 25 | Stati Uniti (bandiera) | GA    | Chet Walker    | 1940 | 198  | 96   |
| 26 | Stati Uniti (bandiera) | GA    | Shaler Halimon | 1945 | 196  | 90   |
| 31 | Stati Uniti (bandiera) | AC    | Jim Fox        | 1943 | 208  | 104  |
| 44 | Stati Uniti (bandiera) | AC    | Paul Ruffner   | 1948 | 208  | 102  |

## Staff tecnico
- Allenatore: Dick Motta
- Preparatore atletico: Bob Biel